# Elias Nicolai

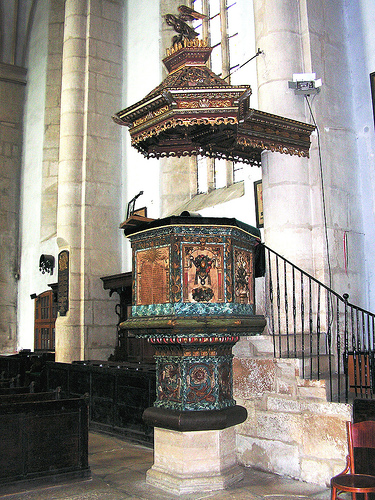
Púlpito de la Iglesia Reformada Central de Cluj (1646).

Elias Nicolai fue un escultor de origen incierto, miembro del gremio de constructores de Sibiu desde 1638.
Realizó numerosas lápidas sepulcrales caracterizadas por la representación del difunto en cuerpo yacente.

## Obras
- Púlpito de la Iglesia Reformada Central de Cluj (1646).
- Ornamentos del castillo de Bethlen de Criș.
- Lápida sepulcral de Bárbara Schlemmer (†1620), iglesia de santa Margarita de Mediaș.
- Lápida sepulcral de Stephanus Mann (†1647), Iglesia de la Colina de Sighișoara.
- Sarcófago de Gheorghe Apaffy (†1635), Museo de Bellas Artes de Budapest.
- Lápida sepulcral de Matei Basarab (†1654), monasterio de Arnota, Vâlcea.